# Cykelbarometer

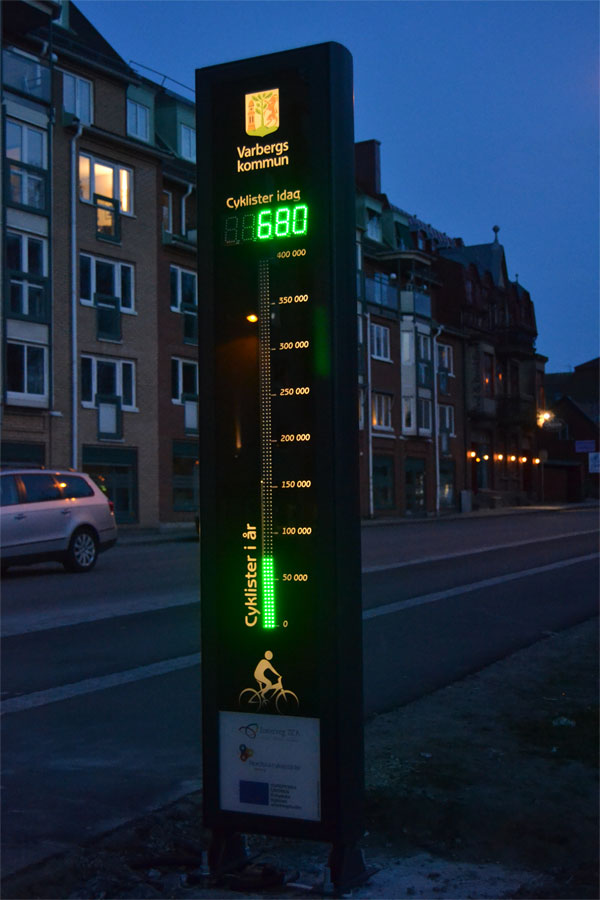
En upplyst cykelbarometer i Varberg.

En cykelbarometer är en form av cykelräkningsstation med en digital informationstavla som visar hur många cyklister som passerat en viss passage. Cykelbarometern kan ha en display eller stapel som visar antalet cyklister som passerat under året. Syftet är att motivera både cyklisterna såväl som andra trafikanter att föredra cykel som transportmedel.
För att registrera varje cykel används en cykelräknare (se cykelräkningsstation). Information som visas på cykelbarometern kan vara antal cyklister föregående dag jämfört med aktuell dag, totalt under aktuellt år och föregående år, hastighet, förväntad restid till specifik punkt eller annat som ska motivera cyklisterna.
Den första cykelbarometern i Danmark blev uppsatt i Odense 1999. Därefter har de etablerats i flera andra städer och idén med cykelbarometern har sedan spridits till andra länder under olika namn. Många svenska kommuner har en eller flera cykelbarometrar. Ordet "cykelbarometer" var ett av 2010 års svenska nyord.